# 米歇爾·奧利弗 (廚師)
米歇爾·奧利弗（法語：Michel Oliver，生日1932年11月2日—），出生於法國吉倫特省波尔多，是廚師、電視節目主持人及烹飪作家。

## 生平
米歇爾·奧利弗出生在廚師世家，祖父Louis Oliver是朗貢金獅飯店主廚、父親雷蒙德·奧利弗是米其林指南兩顆星評鑑的格蘭登維福爾廚師，也是電視節目主持人，後來他也加入格蘭登維福爾受訓，並在那裏取得餐廳管家的職銜。
1963年米歇爾·奧利弗出版烹飪是孩子的遊戲（法語：La cuisine est un jeu d'enfants），此書成為暢銷書，總共銷售300萬冊，後來並改編成美食卡通節目，次年他再出版糕點是孩子的遊戲（法語：La patisserie est un jeu d'enfants），使得他成為著名的廚師和烹飪作家。接著他也和父親一樣，成為電視烹飪節目真相在鍋底（法語：La vérité est au fond de la marmite）的主持人
米歇爾·奧利弗後來和企業家羅蘭·波佐·迪·博爾戈（法語：Roland Pozzo di Borgo）合作，目標是推行平價的餐飲文化，因此在香榭麗舍大道陸續開了美食小酒館，如：Bistrot de Paris、L'Assiette au Bœuf、Bistrot de la gare、Bistro Romain，最後的Bistro Romain被羅蘭·波佐·迪·博爾戈包裝成連鎖餐廳。
米歇爾·奧利弗有一個女兒Clémentine Oliver（麵包師）、一個兒子Bruno Oliver和一個孫子 Aleksandre Oliver，他們全都在餐飲行業當中持續貢獻熱情。

## 著作
米歇爾·奧利弗對烹飪和寫作擁有強大的熱情，也因此他是一名多產的烹飪作家：
- 1963年：《烹飪是孩子的遊戲》（法語：La cuisine est un jeu d'enfants，作家尚·考克多為這本書寫了推薦序文）
- 1964年：《糕點是孩子的遊戲》（法語：La pâtisserie est un jeu d'enfants）
- 1965年：《開胃菜是兒童遊戲》（法語：Les hors-d'œuvre sont un jeu d'enfants）
- 1975年：《我的食譜》（法語：Mes recettes）
- 1980年：《我的電視食譜》（法語：Mes recettes à la télévision）
- 1982年：《我的電視新食譜》（法語：Mes nouvelles recettes à la télévision）
- 1982年-1985年：《米歇爾·奧利弗料理全集》10冊百科全書（法語：Toute la cuisine de Michel Oliver）
- 1984年：《我的夏日廚房》（法語：Ma cuisine d'été）
- 1985年：《我最近的電視食譜》（法語：Mes dernières recettes à la télévision）
- 1986年：《米歇爾·奧利弗料理方法》（法語：La méthode Michel Oliver）
- 1987年：《我的法國美食》（法語：Ma bonne cuisine française）
- 1993年：《我所有的食譜》（法語：Toutes mes recettes）
- 1993年：《零食：幸福詞典》（法語：Croque-bonheur : le dictionnaire du bien-être）
- 1995年：《烹飪是一項大型兒童遊戲》（法語：La cuisine est un jeu de grands enfants）
- 2000年：《果醬是孩子的遊戲》（法語：Les confitures sont un jeu d'enfants）
- 2010年：《貓在煤上撒尿的笑聲》（法語：Le rire du chat qui pisse sur la braise）[8]